# Atriplex longipes
Atriplex longipes là loài thực vật có hoa thuộc họ Dền. Loài này được Drejer mô tả khoa học đầu tiên năm 1838.